# 拉维勒讷沃-贝勒努瓦和拉迈兹
拉维勒讷沃-贝勒努瓦和拉迈兹（法語：La Villeneuve-Bellenoye-et-la-Maize，發音：[la vilnœv bɛlnwa e la mɛz]）是法国上索恩省的一个市镇，属于沃苏勒区。该市镇于1807年由原市镇拉维勒讷沃（La Villeneuve）与拉迈兹和贝勒努瓦（La Maize-et-Bellenoye）合并而成。

## 地理
拉维勒讷沃-贝勒努瓦和拉迈兹（47°42'30"N, 6°14'59"E）面积9.21 平方千米，位于法国勃艮第-弗朗什-孔泰大區上索恩省，该省份为法国东部内陆省份，北起顺时针与孚日省、贝尔福地区省、杜省、汝拉省、科多尔省和上马恩省接壤。

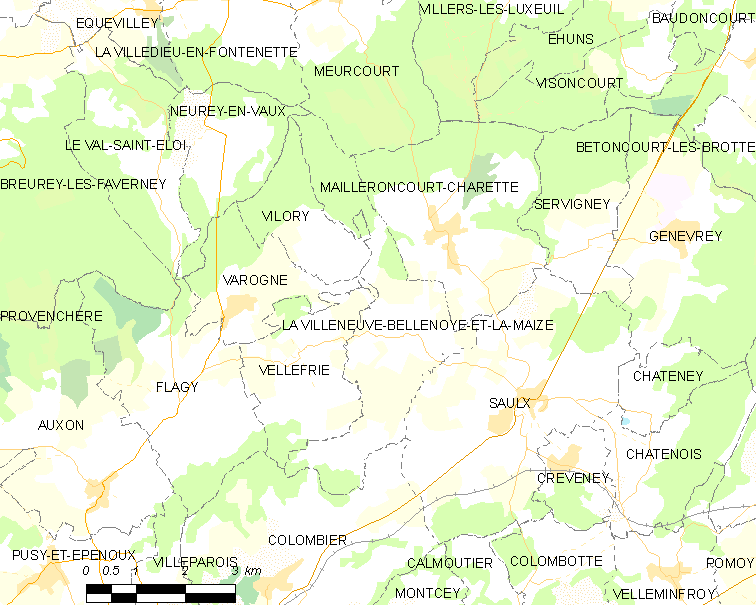
拉维勒讷沃-贝勒努瓦和拉迈兹的OSM定位图

与拉维勒讷沃-贝勒努瓦和拉迈兹接壤的市镇（或旧市镇、城区）包括：科隆比耶、讷雷昂沃、索村、维洛里。
拉维勒讷沃-贝勒努瓦和拉迈兹的时区为UTC+01:00、UTC+02:00（夏令时）。

## 行政
拉维勒讷沃-贝勒努瓦和拉迈兹的邮政编码为70240，INSEE市镇编码为70558。

## 政治
拉维勒讷沃-贝勒努瓦和拉迈兹所属的省级选区为沃苏勒第二县。

## 人口
拉维勒讷沃-贝勒努瓦和拉迈兹于2022年1月1日时的人口数量为155人。

1962-2008年间拉维勒讷沃-贝勒努瓦和拉迈兹人口变化图示